# Leucospis enderleini
Leucospis enderleini is een vliesvleugelig insect uit de familie Leucospidae. De wetenschappelijke naam is voor het eerst geldig gepubliceerd in 1904 door Ashmead.